# Pietro Ziani (doge)
Pietro Ziani (1170-1229) foi o 42.º Doge de Veneza, de 15 de agosto de 1205 a fevereiro de 1229. 
Pietro Ziani era filho do Doge Sebastiano Ziani e era um eminente homem de estado. Para a sua eleição correu o risco de provocar uma guerra com o seu adversário, mas conseguiu resolver a situação a seu favor. Duro e digno sucessor do Doge Enrico Dandolo, abdicou em fevereiro de 1229 retirando-se até à sua morte ainda nesse ano, num mosteiro.
Pietro Ziani era de uma família muito rica. Rapidamente iniciou uma importante carreira política que o conduziria ao estatuto de podestà, e também era conselheiro ducal e chefe do exército.
A sua grande competência e nobreza de espírito permitiram-lhe adquirir prestígio e influência. Ao longo dos anos, a sua reputação de homem sábio e ponderado levou-o a frequentemente ter sido chamado a reconciliar partes contrárias. Casou-se com Maria Baseggio (1180-1209), e depois Constança de Altavila (n. 1178), filha do rei Tancredo da Sicília. Teve um filho e duas filhas.

## O dogado
O Doge Dandolo morreu em Constantinopla em 1 de junho de 1205, mas a notícia só chegou a Veneza em agosto. Foi quando Pietro Ziani, que assumiu o título de conde de Arbe, foi eleito. Enquanto isso, no bairro veneziano da cidade de Constantinopla, a maioria das pessoas que participaram da Quarta Cruzada elegeu Marino Zen. Este renunciaria à função devido ao poder militar de Pietro Ziani e porque legalmente o título lhe pertencia.
Ziani deve agora tomar conta dos assuntos de Veneza e dos territórios anexados na conclusão da "cruzada". No entanto, rapidamente se torna impossível de os gerir, e assim é permitido aos nobres  candidatos administrar as ilhas, que lhes são dadas em concessão sob condições dinásticas. Em resumo, as principais ilhas permanecem nas mãos do governo, a nobreza veneziana compartilha as muitas ilhas, e dá-se a criação de pequenos reinos individuais, mas ainda sob a asa protetora da "pátria".
Entre 1207 e 1210 Corfu, Modon, Coron e Creta são parte integrante dos territórios venezianos no Mediterrâneo Oriental. Durante estes anos, Ziani fez a reorganização da cidade e da administração da justiça, estabelecendo novos magistrados  Veneza é então uma poderosa cidade-estado com um império marítimo.
Em 1214, Veneza estava em guerra com Pádua e supera o conflito sem dificuldades diplomáticas sobretudo com acordos comerciais e políticos com o Imperador Frederico II do Sacro Império Romano e com o Papa.
O dogado passa tranquilamente apesar de nos últimos anos o Doge sempre mostrar menos interesse na política, talvez por causa da sua idade. Em fevereiro de 1229, voluntariamente ou não, como alguns sugerem, decidiu abdicar. Morreu poucos dias mais tarde, em 13 de março de 1229. Segundo alguns, a prova da sua demissão é que ele recusou encontrar-se com o seu sucessor, Jacopo Tiepolo, eleito em 6 de março, a quem não reconhecera legitimidade.